# Cicynethus floriumfontis
Cicynethus floriumfontis är en spindelart som beskrevs av Rudy Jocqué 1991. Cicynethus floriumfontis ingår i släktet Cicynethus och familjen Zodariidae. Inga underarter finns listade i Catalogue of Life.